# Longueur propre
En relativité restreinte, la longueur propre d'un corps est sa longueur mesurée dans un référentiel inertiel où il est immobile. Du fait de la contraction des longueurs, c'est la plus grande mesure que l'on puisse faire de ce corps dans un référentiel.

## Définition
La longueur propre ou longueur au repos d'un corps correspond à la longueur mesurée par un observateur inertiel au repos par rapport à ce corps, au moyen d'une règle ordinaire. La mesure des deux extrémités de l'objet n'a pas besoin d'être simultanée, l'objet étant immobile dans le référentiel de mesure, la position de ses extrémités est indépendante du temps.
Cependant, pour un observateur en mouvement rectiligne uniforme par rapport à l'objet, la mesure des deux extrémités doit être faite au même instant, c'est-à-dire coïncider avec deux évènements simultanés, du fait que la position des extrémités varie constamment au cours du temps. En raison de la contraction des longueurs, la longueur mesurée par cet observateur sera plus courte que la longueur au repos {\displaystyle L_{0}} et sera donnée par :
{\displaystyle L={\frac {L_{0}}{\gamma }}}
où {\displaystyle \gamma \geq 1} est le Facteur de Lorentz.
La longueur propre associée à un corps doit généralement être distinguée de la distance propre entre deux évènements. Dans le cas de la longueur propre, les extrémités au repos peuvent être prises à des instants différents, tandis que la distance propre correspond nécessairement à une distance mesurée entre deux évènements simultanés.